# Juan Fernández (comune)
Juan Fernández è un comune del Cile della provincia di Valparaíso nella Regione di Valparaíso. Al censimento del 2002 possedeva una popolazione di 633 abitanti. Il territorio del comune corrisponde a quello dell'arcipelago delle isole Juan Fernández, composto dalle isole Robinson Crusoe, Alexander Selkirk, Santa Clara e altre isole minori. Il comune si trova a 670 km dal continente.

## Amministrazione comunale
Il sindaco di Juan Fernández, dal 2021, è Pablo Manríquez Angulo (Socialismo Democrático) ed i consiglieri sono: 
- Jaritza Rivadeneira Muena (Convergencia Social)
- Pedro Calderón Soto (Convergencia Social)
- Elizabeth Celedon de Rodt (Convergencia Social)
- Andrés Salas Burgos (Convergencia Social)
- Héctor Melo Paredes (Convergencia Social)
- Ernesto Paredes Ávalos (Renovación Nacional)

## Divisione distrettuale
Il comune di Juan Fernández si divide in 2 distretti:
| Distretto         | Isola             | Popolazione (2017) |
| ----------------- | ----------------- | ------------------ |
| San Juan Bautista | Robinson Crusoe   | 839 ab.            |
| Rada La Colonia   | Alejandro Selkirk | 65 ab.             |